# Софьино-Бродская
Софьино-Бродская (укр. Соф'їно-Бродська) — железнодорожная станция Донецкой железной дороги. Находится в восточной части города Снежное (именуемой Бродской) Донецкой области, рядом — урочище Леонтьево-Байракское.
Станция принадлежит Министерству путей сообщения Украины (МПСУ), территориально входит в состав Донецкой железной дороги.
Код: 50340.
Выполняемые операции:
- Продажа билетов на все пригородные поезда на территории Донецкой области.
- Прием и выдача грузов по вагонными и мелкими отправками, загружаемых целыми вагонами, только на подъездных путях и местах не общего пользования.

Основной грузопоток: уголь, продукция Снежнянского машиностроительного завода и ОАО «Снежнянскхиммаш».
С 25 июля 2014 года станция была закрыта из-за боевых действий в регионе.
с 27 апреля 2015 года станция приняла первый пригородный поезд сообщением Иловайск-Софьино-Бродская.
Регулярные пассажирские рейсы в направлении станции города Иловайск то вводятся, то вновь отменяются в соответствии с текущей военной обстановкой.